# Meuterei auf der Nijenburg
Die Meuterei auf der Nijenburg fand 1763 auf dem Schiff der Ostindien-Kompanie (VOC) Nijenburg auf der Fahrt von Texel nach Batavia statt. Die überwiegend unter falschen Versprechungen oder betrunken rekrutierten Seeleute, von denen viele aus Deutschland kamen, übernahmen das Schiff und reisten mit diesem nach Brasilien, ein anderer Teil nach Cayenne. Sie wurden aber am Ende von den Portugiesen an die Niederländer ausgeliefert und 24 von ihnen in Texel hingerichtet.

## Das Schiff und die Lebensumstände an Bord
Die Nijenburg, nach einem Landgut zwischen Alkmaar und Heiloo benannt, wurde 1757 in Hoorn vom Stapel gelassen, war ein mittelgroßes Retourschiff mit drei Masten, mit 140 Fuß Länge und einer Tonnage von 880 Tonnen. Ursprünglich war es für eine Besatzung von rund 230 Mann ausgelegt, was aber auf ihren Reisen deutlich überschritten wurde. Ihre erste Reise nach Batavia unternahm sie von April bis Oktober 1759, wurde im Gebiet von Java eingesetzt und unternahm 1762 ihre Rückreise. Im Mai 1763 stach sie zu ihrer zweiten Fahrt von Texel in See. An Bord waren Gold und Dukaten im Wert von 100.000 Gulden. Kapitän war Jacob Ketel aus Husum und zu den Offizieren gehörten auch der Obersteuermann Epke Elders, Untersteuermann Reinier Peterson, Steuermann Teunis Jacobsz de Kok, der, da er auch Profos war und die Strafen vollstreckte, bei der Mannschaft besonders verhasst war.
Die Besatzung bestand vielfach aus im Lauf des Siebenjährigen Krieges entwurzelten Deutschen, die nach Holland gekommen waren, um Arbeit zu finden, dort aber von Seelenverkäufern als billige Arbeitskräfte auf die Schiffe der VOC angeworben wurden, häufig indem man sie vorher betrunken machte oder sie mit blumigen Versprechungen oder sogar Gewalt zwang zu unterschreiben und danach, bis sie auf die Schiffe kamen, streng beaufsichtigte. Die Seelenverkäufer, die häufig Gastwirte waren, erhielten einen Schuldschein, der durch die Arbeit der rekrutierten Matrosen (denen der Betrag vom Lohn abgezogen wurde) bezahlt wurde. Da die Matrosen aber keine hohe Lebenserwartung hatten (sie betrug selbst bei Kaufleuten in Ostindien im Mittel nur weitere zwei bis drei Jahre, wozu noch die harten Lebensbedingungen der Matrosen hinzukamen) wurden die Zettel häufig als Spekulationsobjekt weiterverkauft. Aufgrund der hohen Verluste bestand ständiger Rekrutierungsbedarf bei der VOC. Außer Deutschen waren auch viele andere Nationalitäten an Bord, von denen nur wenige Erfahrung als Seeleute hatten. Zur offiziellen Stammbesatzung von 236 Mann sollen nach einigen Angaben noch bis zu 130 weitere Personen hinzugekommen sein.

## Die Meuterei
Mitte Juni passierte das Schiff die Kanarischen Inseln und bald darauf wurde bemerkt, dass die Wasservorräte heimlich angezapft worden waren und Weinflaschen der Offiziere fehlten. Der Kapitän lag zu dieser Zeit mit Gicht im Bett, und da eine Untersuchung am folgenden Tag absehbar war, schlugen die Meuterer beim Wachwechsel um Mitternacht zu. Untersteuermann Peterson wurde getötet und rund ein Dutzend andere verwundet. Die Meuterer nahmen Schusswaffen an sich und übernahmen die Kontrolle des Schiffs. Sie nannten sich „Schwefelbande“ und organisierten sich militärisch in zwei „Bataillone“. Das erste Bataillon führte Johann Gottfried Wolnar, der sich „General“ nannte, mit seinen „Offizieren“ Franz Cramer und Dominicus Vorster, der als „Richter“ fungierte. Das zweite führte der „Großmajor“ Johannes Gross und „Oberstleutnant“ Anthony Fouquet. An Bord zwangen sie den Kapitän und die noch der VOC treue Mannschaft, das Schiff nach Brasilien zu steuern, welches unter portugiesischer Herrschaft stand. Da sie zwischendurch den Verdacht hatten, der Kapitän wolle sie hintergehen und ins holländische Surinam steuern, hätten die Meuterer ihn und seine höchsten Offizieren beinahe getötet, gaben ihm dann aber noch eine Schonfrist. Am 2. August lief das Schiff am Cabo de São Roque an der Nordostspitze Brasiliens (Rio Grande do Norte) auf Grund.
Ein Großteil der Rädelsführer der Meuterer (Wolnar, Gross, Cramer, Fouquet) setzte mit ihrem Beuteanteil an Land über, wobei unter den 64 Mann auch eine Reihe VOC treuer Matrosen mit den Offizieren Elders und de Kok dabei war. Ein Kanonensignal von der Nijenburg, das sie zur Rückkehr aufforderte, da das Schiff wieder frei war, missdeuteten sie und ignorierten es. Die Wege der beiden Gruppen von Meuterern trennten sich daraufhin. Die Gruppe an Land schlug sich bis Riogrande durch und konnte die Behörden dort zunächst als Schiffbrüchige täuschen. Sie wurden gut aufgenommen, aber auch zu übergeordneten Behörden nach Pernambuco weitergeleitet. Dort konnten die VOC-treuen Seeleute einen holländischen Arzt kontaktieren, der die Behörden über die Meuterei aufklärte. Daraufhin wurde Anfang September die ganze Gruppe in Haft genommen, verhört und ihr Besitz konfisziert. Wolnar beging Suizid, die Übrigen wurden nach Lissabon überführt (darunter Gross, Cramer, Fouquet, Vorster). VOC treue Seeleute wie Elders und de Kok gelang es erst dort, nach Kontakt mit dem holländischen Gesandten, bessere Haftbedingungen zu erreichen. Am 10. Februar kamen die Verhafteten mit einem holländischen Schiff in Texel an und wurden vor ein Seegericht gestellt (auch Elders und de Kok, die aber freigesprochen wurden).
Die übrigen Meuterer auf der wieder frei gelaufenen Nijenburg konnten zunächst das Kommando aufrechterhalten und segelten nach Cayenne (das spätere Französisch-Guyana), das zu Frankreich gehörte. Unterwegs setzten sich einige Meuterer ab mit für Erkundungsfahrten gezimmerten Jollen, wurden aber von den Franzosen aufgegriffen, die damit vorgewarnt waren. Sie ließen die Nijenburg so lange ankern, bis ein Großteil der verdächtigen deutschen Besatzung, Kanonen und Munition von Bord waren (das Schiff war aber schon für die Sprengung vorbereitet). Einige der Meuterer konnten sich absetzen, der größte Teil wurde aber wie ihre Genossen in Pernambuco an die VOC ausgeliefert und kam 1764 in Texel vor Gericht. Kapitän Ketel starb im November 1763 in Cayenne an Nierenversagen.

## Nachspiel

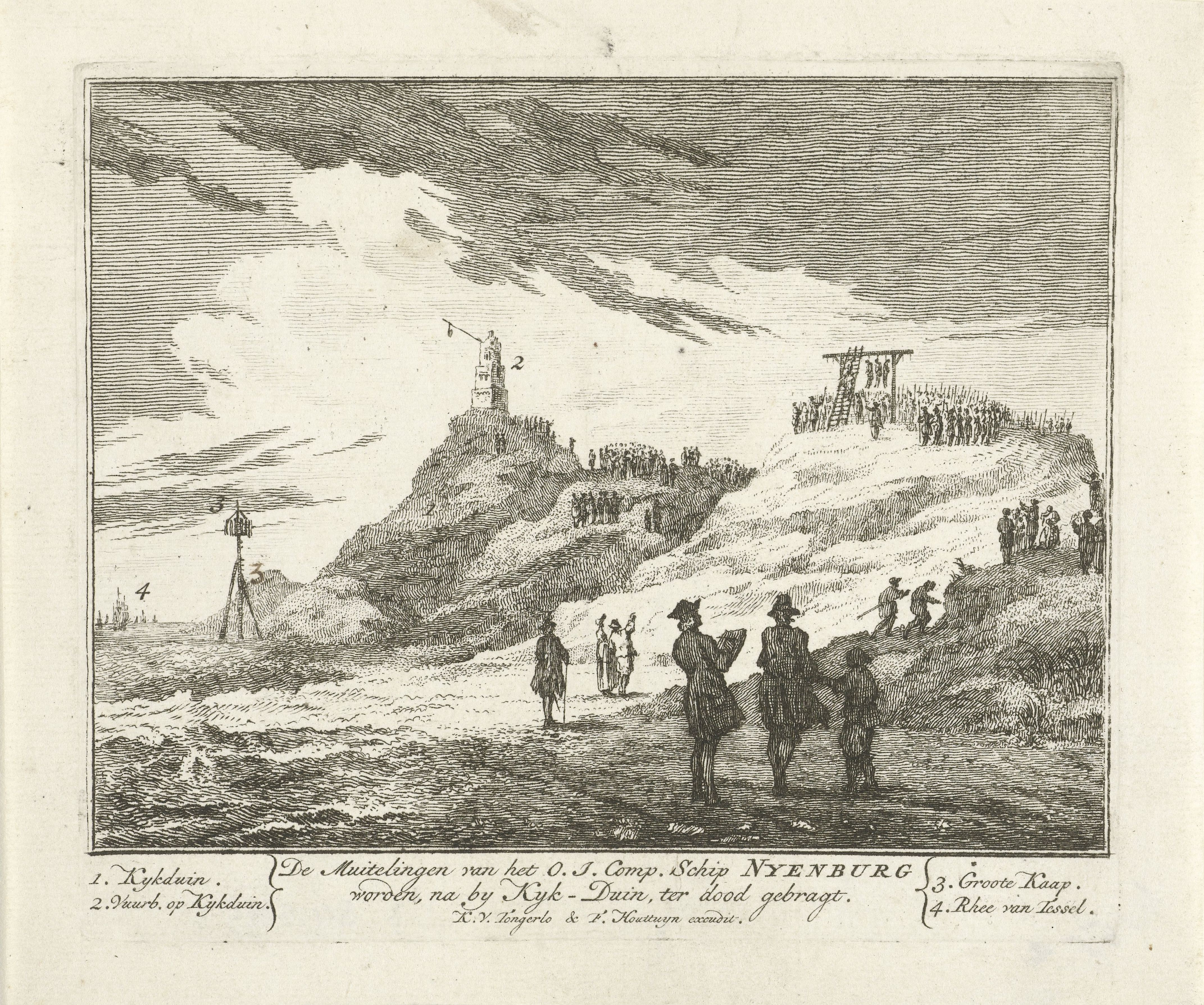
Hinrichtung der Meuterer, 1764

In Texel wurden insgesamt 24 Männer hingerichtet, die meisten durch Hängen, andere wurden gerädert (darunter Gross) und geköpft. Andere wurden ausgepeitscht, kielgeholt oder des Landes verwiesen. Die Leichen wurden in Käfigen am Strand in Texel als Warnung für die Seeleute zur Schau gestellt, was allerdings nicht lange anhielt, da die Anwohner sich dadurch gestört fühlten und die Überreste insgeheim entfernten.
Die Nijenburg unternahm nur noch wenige Fahrten und sank im Januar 1769 bei einem Sturm im Indischen Ozean.